# Sarah Goodridge
Sarah Goodridge (5 de febrero de 1788 – 28 de diciembre de 1853) fue una pintora estadounidense que se especializó en los retratos en miniatura. Era la hermana mayor de Elizabeth Goodridge, también una miniaturista estadounidense. 

## Biografía
Goodridge nació en Templeton, Massachusetts, siendo la tercera hija de Ebenezer Goodridge y de su esposa Beulah Childs, en un matrimonio que ya tenía seis hijos. Comenzó a dibujar desde niña y mostró una aptitud por el arte. Las oportunidades educativas estaban limitadas en ese tiempo en donde Goodridge vivía, por lo tanto ella fue una artista autodidacta.
En 1820, se fue a vivir con su hermana Eliza que estaba en Boston y comenzó a recibir clases de pintura y a pintar retratos en miniatura con una calidad excepcional, entre los que destaca su obra Belleza revelada. Su trabajo continuó mejorando y ganó lo suficiente en comisiones como para mantenerse ella y a su familia durante varias décadas. Sus pinturas fueron exhibidas en Boston y en Washington D. C.. Después de que su vista comenzó a fallar en 1851, se retiró de la pintura y se mudó a Reading, Massachusetts.